# Ramon Aramon i Serra
Ramon Aramon i Serra (* 8. Dezember 1907 in Barcelona; † 17. Juli 2000 ebenda) war ein spanischer Romanist und Katalanist.

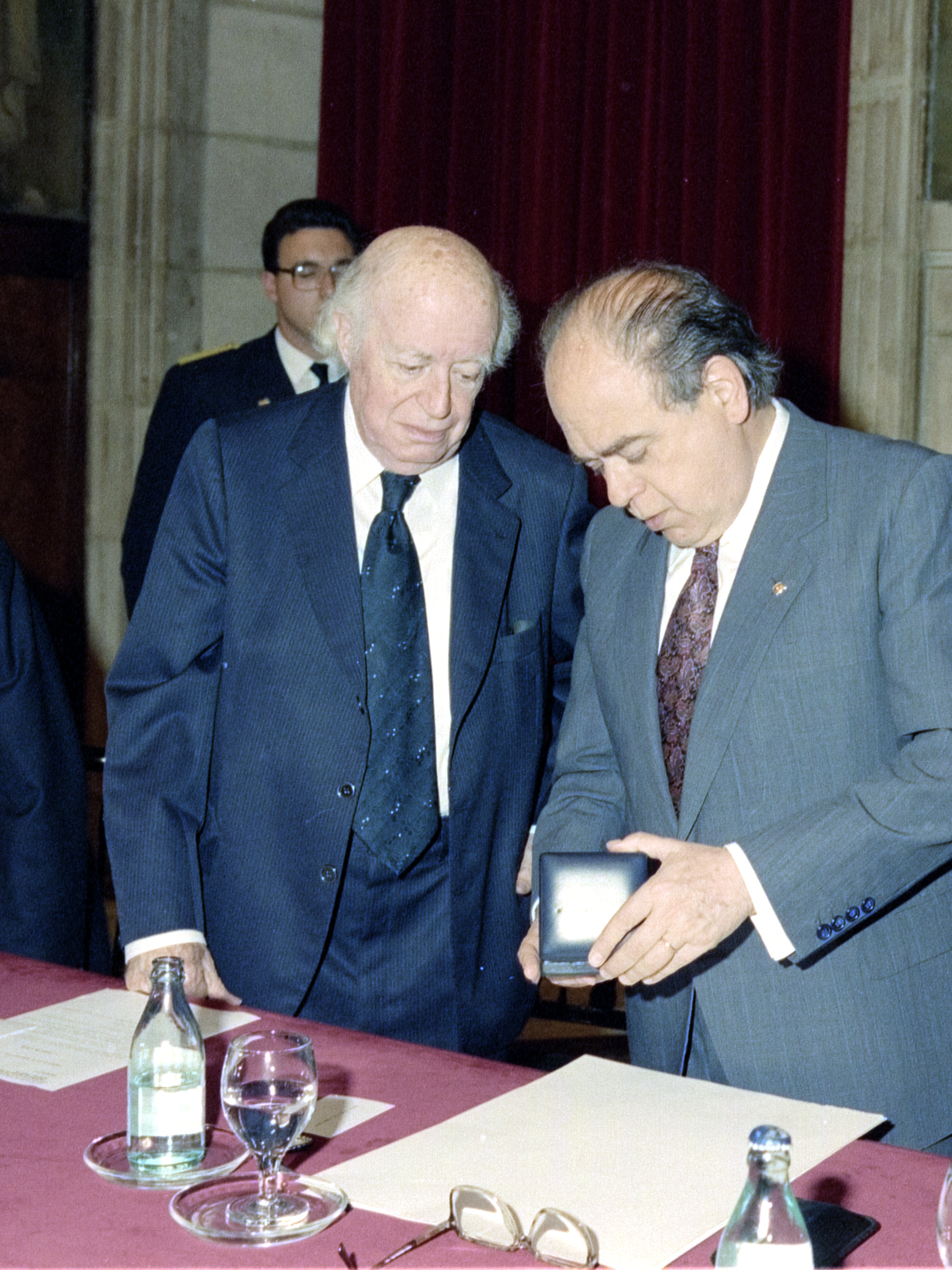
Ramon Aramon und Jordi Pujol (1990)

## Leben und Werk
Aramon studierte in Barcelona bei Jordi Rubió i Balaguer und Francesc Martorell i Traball und wurde in Madrid von Ramón Menéndez Pidal promoviert. 1930 ging er nach Deutschland und hörte bei Walther von Wartburg, Heinrich Kuen, Wilhelm Friedmann und vor allem Ernst Gamillscheg. Er heiratete eine Deutsche und war ab 1935 an der Universität Barcelona Assistent von Pompeu Fabra, wurde dann aber unter der Franco-Diktatur von einer offiziellen Universitätslaufbahn ferngehalten und bewirkte quasi im Untergrund Entscheidendes für den Fortbestand der das Katalanische betreffenden Forschungseinrichtungen. 
Er war von 1942 bis 1989 (anfänglich in politisch schwieriger Zeit) Generalsekretär des Institut d’Estudis Catalans (sowie ab 1989 dessen Ehrenpräsident) und von 1946 bis 1992 Gründungsherausgeber der Zeitschrift Estudis Romànics. Gastprofessuren führten ihn nach Berlin (1960) und Saarbrücken (1965).
Aramon war korrespondierendes Mitglied der Real Academia Española und der Académie des Inscriptions et Belles-Lettres (1979). Er war Träger zahlreicher Preise und Auszeichnungen.

## Werke
- (Hrsg.) Curial e Güelfa, 3 Bde., Barcelona 1930–1933, 1982
- (Hrsg.) Novel•letes exemplars, Barcelona 1934
- (Hrsg.) Cançoner dels Masdovelles, Barcelona 1938
- (Hrsg.) Ramon Llull, Llibre d'amic i amat, Barcelona 1965
- Frederic Mistral i la renaixença catalana, Barcelona 1985
- Estudis de llengua i literatura, hrsg. von Jordi Carbonell, Barcelona 1997 (Sammelschrift)